# (2404) Антарктика
(2404) Антарктика (лат. Antarctica) — типичный астероид главного пояса, который был открыт 1 октября 1980 года чешским астрономом Антонином Мркосом в обсерватории Клеть и назван в честь южного полярной области земного шара Антарктики, в память о третьей советской антарктической экспедиции, в которой участвовал первооткрыватель.

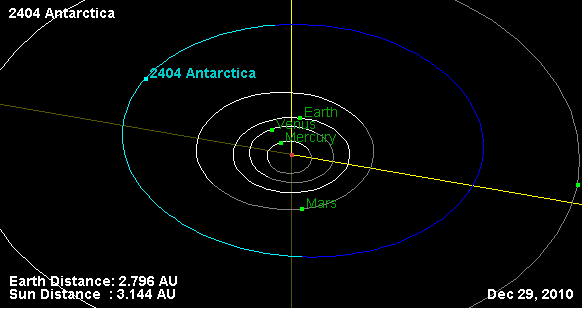
Орбита астероида Антарктика и его положение в Солнечной системе